# Вилијамсвил (Илиноис)
Вилијамсвил (енгл. Williamsville) град је у америчкој савезној држави Илиноис.

## Демографија
По попису из 2010. године број становника је 1.476, што је 37 (2,6%) становника више него 2000. године.
| Група             | 2000.         | 2010.         |
| Белци             | 1.402 (97,4%) | 1.445 (97,9%) |
| Афроамериканци    | 8 (0,6%)      | 3 (0,2%)      |
| Азијати           | 2 (0,1%)      | 3 (0,2%)      |
| Хиспаноамериканци | 12 (0,8%)     | 11 (0,7%)     |
| Укупно            | 1.439         | 1.476         |